# Qendër (Valona)
Qendër è una frazione del comune di Valona in Albania (prefettura di Valona).
Fino alla riforma amministrativa del 2015 era comune autonomo, dopo la riforma è stato accorpato, insieme agli ex-comuni di Novoselë, Orikum e Shushicë a costituire la municipalità di Valona.

## Località
Il comune era formato dall'insieme delle seguenti località:
- Bestrove
- Babice e Madhe
- Babice e Vogel
- Hoshtime
- Kanine
- Kerkove
- Narta
- Sherishtë (conosciuta anche come Qishbardhë)
- Panaja
- Xhyherine
- Zvernec
- Saza
- Saseno